# Stenoptilia albilimbata
Stenoptilia albilimbata là một loài bướm đêm thuộc họ Pterophoridae. Nó được tìm thấy ở Nhật Bản (Honshu).
Chiều dài cánh trước là 12–14 mm.